# 172989 Xuliyang
172989 Xuliyang è un asteroide della fascia principale. Scoperto nel 2006, presenta un'orbita caratterizzata da un semiasse maggiore pari a 2,3432588 UA e da un'eccentricità di 0,1869259, inclinata di 4,60385° rispetto all'eclittica.